# 帕特里克·范克林克尔斯芬
帕特里克·尤勒斯·马里亚·范克林克尔斯芬（荷蘭語：Patrick Jules Maria Vankrunkelsven，1957年5月2日—），比利时医生、医学教授和政治人物，鲁汶大学医学博士及哲學博士。

## 政治生涯
1998年至2000年，范克林克尔斯芬接任贝尔特·安西奥（Bert Anciaux）担任人民联盟（Volksunie）主席。 当该党于2001年解散时，他最初选择了左翼自由主义的SPIRIT，但最终从2007年到2011年进入VLD担任参议员 ，是党的左翼成员。1994年至2006年，他担任拉克达尔市市长。 